# Tešanj
Tešanj es un municipio y localidad de Bosnia y Herzegovina. Se encuentra en el cantón de Zenica-Doboj, dentro del territorio de la Federación de Bosnia y Herzegovina. La capital del municipio de Tešanj es la localidad homónima.

## Localidades
En 1991, el municipio de Tešanj estaba compuesto por 47 localidades:
- Bejići.
- Blaževci.
- Bobare.
- Bukva.
- Cerovac.
- Čaglići.
- Čifluk.
- Dobropolje.
- Drinčići.
- Džimilić Planje.
- Jablanica.
- Jelah.
- Jelah-Polje.
- Jevadžije.
- Kalošević.
- Karadaglije.
- Koprivci.
- Kraševo.
- Lepenica.
- Logobare.
- Lončari.
- Ljetinić.
- Medakovo.
- Mekiš.
- Miljanovci.
- Mrkotić.
- Novi Miljanovci.
- Novo Selo.
- Omanjska.
- Orašje Planje.
- Piljužići.
- Potočani.
- Putešić.
- Raduša.
- Ripna.
- Rosulje.
- Sivša.
- Srednja Omanjska.
- Šije.
- Tešanj.
- Tešanjka.
- Trepče..
- Tugovići.
- Vitkovci.
- Vrela.
- Vukovo.
- Žabljak.

Tras los acuerdos de Dayton, la localidad de Vitkovci y parte de Bejići, Blaževci, Kalošević, Lončari y de Vrela, se anexaron a la República Srpska. Con la creación del municipio de Usora, Tešanj quedó reducido a 42 localidades:
- Blaževci (en parte).
- Bobare.
- Bukva.
- Cerovac.
- Čaglići.
- Čifluk.
- Dobropolje.
- Drinčići.
- Džimilić Planje.
- Jablanica.
- Jelah.
- Jelah-Polje.
- Jevadžije.
- Kalošević (en parte).
- Karadaglije.
- Koprivci.
- Kraševo.
- Lepenica.
- Logobare.
- Lončari (en parte).
- Ljetinić.
- Medakovo.
- Mekiš.
- Miljanovci.
- Mrkotić.
- Novi Miljanovci.
- Novo Selo.
- Orašje Planje.
- Piljužići.
- Potočani.
- Putešić.
- Raduša.
- Ripna.
- Rosulje.
- Šije.
- Srednja Omanjska.
- Tešanj.
- Tešanjka (en parte).
- Trepče.
- Tugovići.
- Vrela (en parte).
- Vukovo.

## Demografía
En el año 2009 la población del municipio de Tešanj era de 48 159 habitantes. La superficie del municipio es de 155.9 kilómetros cuadrados, con lo que la densidad de población era de 309 habitantes por kilómetro cuadrado.